# Contratación
Contratación est une municipalité située dans le département de Santander en Colombie.